# Maria das Graças Machado de Souza
Maria das Graças Machado de Souza (1 de noviembre de 1968 (56 años) es una botánica, algóloga, curadora, y profesora brasileña.

## Biografía
En 1989, obtuvo el diploma de bióloga por la Universidad de Brasilia. En 1994, guiada por el Dr. Hermes Moreira Filho completó su maestría en botánica, por la Universidad Federal de Paraná. Posteriormente, en 2002, obtuvo el Ph.D. en ecología y recursos naturales, por la Universidad Federal de São Carlos
Ha trabajado en ecología y taxonomía de algas diatomeas; y en el uso de bioindicadores para evaluar calidad del agua, con diatomeas.
Desarrolla actividades académicas y científicas, como profesora adjunta, en el Departamento de Botánica, Instituto de Ciencias Biológicas, Universidad de Brasilia, como coordinadora de posgrado de biología., y en el herbario de la Universidad.

## Algunas publicaciones
- w. josé da Silva, m. das graças machado de Souza. 2015. New species of the genus Encyonema (Cymbellales, Bacillariophyta) from the Descoberto River Basin, Central-western Brazil. Phytotaxa 195 (2): 154–162 ISSN 1179-3163

- --------------------, -------------------------------------------, carolyn elinore barnes Proença. 2013. Cymbella neolanceolata sp. nov., a species formerly known as Cymbella lanceolata. Diatom Research 28: 131-138

- b. dunck Oliveira, ina de souza Nogueira, m. das graças machado de Souza. 2012. Planktonic diatoms in lotic and lentic environments in the Lago dos Tigres hydrologic system (Britânia, Goiás, Brazil): Coscinodiscophyceae and Fragilariophyceae. Brazilian Journal of Botany 35: 181-193

- ----------------------, ----------------------------, -------------------------------. 2012. Eunotiaceae Kützing (Bacillariophyceae) planctônicas do Sistema Lago dos Tigres, Britânia, GO, Brasil. Hoehnea 39: 297-313

- ----------------------, ----------------------------, -------------------------------. 2012. Stenopterobia e Surirella (Bacillariophyceae, Surirellaceae) do Sistema Lago dos Tigres, Britânia, Goiás. Rodriguésia (online) 63: 525-539

- w. josé da Silva, ina de souza Nogueira, m. das graças machado de Souza. 2011. Catálogo de diatomáceas da região Centro-Oeste brasileira. Iheringia. Série Botânica 66: 61-86

- --------------------, sirlene aparecida Felisberto, claudia padovesi Fonseca, m. das graças machado de Souza. 2010. Serial discontinuity along the Descoberto River Basin, Central Brazil (Descontinuidade serial ao longo da bacia do rio Descoberto, Brasil Central). Acta Limnologica Brasiliensia 22 (3): 344-355

- Simone Mogami Delgado, m. das graças machado de Souza. 2007. Diatomoflórula Perifítica do rio Descoberto - DF e GO, Brasil, Naviculales (Bacillariophyceae): Diploneidineae e Sellaphorineae. Acta Bot. Bras. [online] 21 (4) [citado 17 de marzo de 2015]: 767-776

### Libros
- . 2009.

## Honores

### Revisora de periódicos
- 2010 - actual: Biota Neotropica (online, edición en inglés)
- 2010 - actual: Acta Amazónica (impreso)
- La abreviatura «M.G.M.Souza» se emplea para indicar a Maria das Graças Machado de Souza como autoridad en la descripción y clasificación científica de los vegetales.[8]
- Portal:Biografías. Contenido relacionado con Botánica.